# NGC 817
NGC 817 è una galassia a spirale situata nella costellazione dell'Ariete, a una distanza di circa 204 milioni di anni luce dalla nostra Via Lattea.

## Scoperta
La galassia è stata scoperta il 2 settembre 1886 dall'astronomo statunitense Lewis Swift.

## Descrizione
NGC 817 presenta una larga riga a 21 cm dell'idrogeno neutro.
Dato il valore della sua luminosità superficiale pari a 11,61, NGC 817 può essere inclusa tra le galassie ad elevata luminosità superficiale.